# Steve Bannos

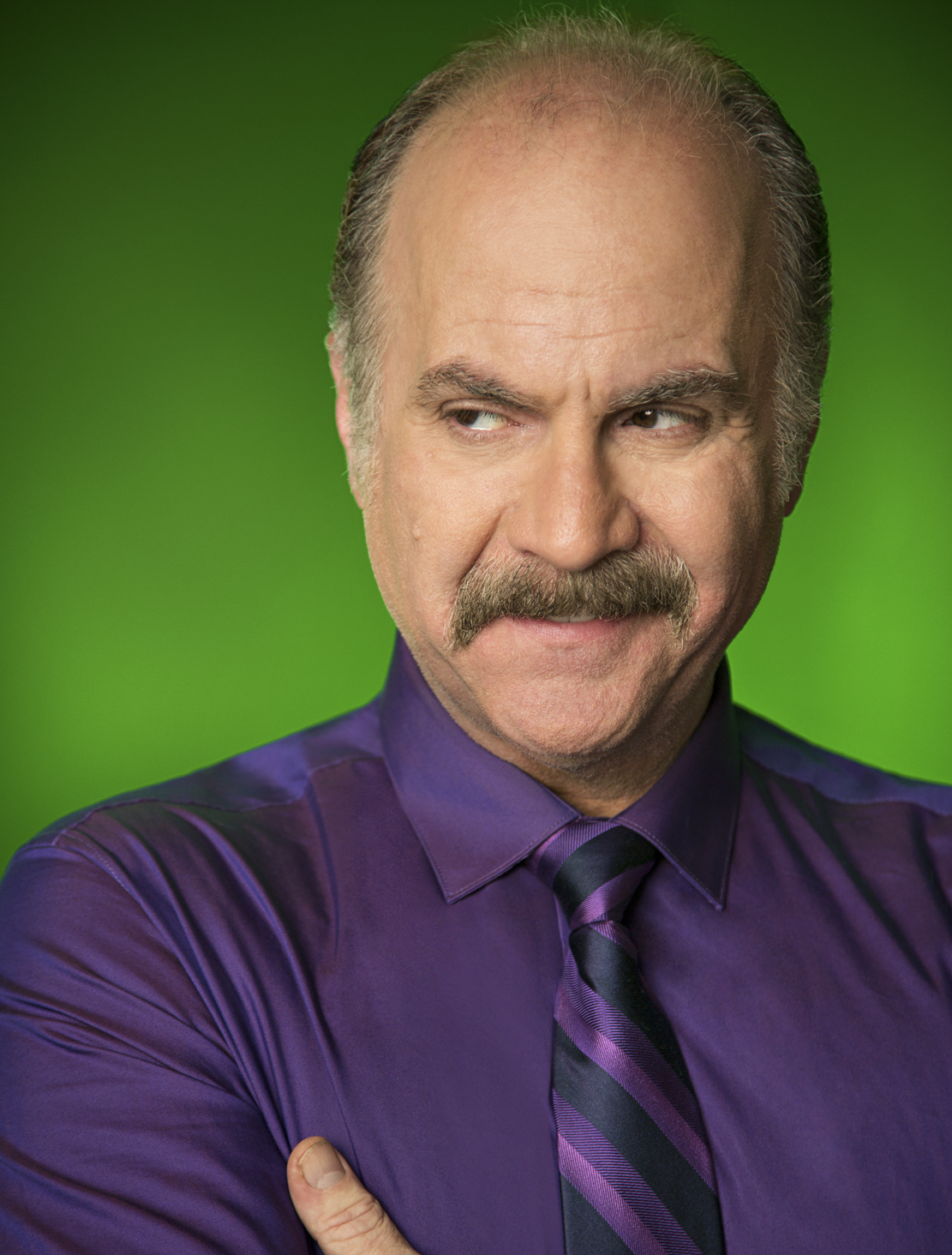
Steve Bannos, 2013

Steve Bannos (* 5. August 1960 in Chicago) ist ein US-amerikanischer Schauspieler. Bekannt ist er durch die Rolle des Mr. Kowchevski aus der Serie Voll daneben, voll im Leben.

## Leben
Bannos absolvierte in Iowa eine Ausbildung an der Drake University. Er hatte zahlreiche Auftritte. So ist er in den Filmen und Serien, wie z. B. Drillbit Taylor – Ein Mann für alle Unfälle, Love und Eagleheart zu sehen. Er hatte 2 Rollen aus der Serie Neds ultimativer Schulwahnsinn bekommen. So verkörperte er die Rollen des Mr. Combover und Mr. Gross.

## Filmographie
- 2004–2007: Neds ultimativer Schulwahnsinn
- 2014: Die Coopers – Schlimmer geht immer
- 2015: Spy – Susan Cooper Undercover